# 燈影舎
株式会社燈影舎（とうえいしゃ）は、京都府京都市山科区に本社を置く一燈園の関連出版社である。
西田哲学、鈴木大拙、美学関連書籍を扱う。

## 概要

### 沿革
1927年に一燈園印刷部として創設。

### 所在地
京都府京都市山科区四ノ宮川原町21